# Castelli di Romeo e Giulietta
Il Castello della Villa e il Castello della Bellaguardia, popolarmente conosciuti rispettivamente come Castello di Romeo e Castello di Giulietta, sono due manieri nel territorio di Montecchio Maggiore. I manieri, di ridotte dimensioni, sono situati l'uno a poca distanza dall'altro, in posizione panoramica e strategica, su una collina che sovrasta Montecchio Maggiore.
Secondo una leggenda diffusasi a metà Ottocento, Luigi da Porto, nello scrivere la sua Historia novellamente ritrovata (che effettivamente ispirò poi Romeo e Giulietta di Shakespeare), si sarebbe ispirato alla vista dei due castelli vicini e opposti, non lontani dalla sua villa di Montorso Vicentino, da cui il nome conferito loro in epoca recente.

## Storia

### Epoca romana
La più antica testimonianza della presenza umana nella zona di Montecchio Maggiore è datata 2000 circa a.C., periodo a cui si fa risalire uno scheletro umano ritrovato nella zona dell'odierna Via Conti Gualdo. Scarse sono del resto le notizie sulle epoche più antiche, fino almeno all'età romana; una leggenda nata nel medioevo narra che furono i Galli nel IV secolo a.C. a fondare il paese e a fortificarlo: nella Cronografia Zanovello-Lorenzoni troviamo scritto “avanti la venuta di Cristo li anni 360, furono fabbricati li castelli et fortezze di Montecchio Maggiore”.
I ritrovamenti archeologici (terrecotte, monete, iscrizioni funerarie, colonne miliari, etc.) parlano invece della presenza romana a partire dal I secolo a.C., anche se, con una certa sistematicità, solo dal II-IV secolo d.C., quando Montecchio ricopriva con ogni probabilità il ruolo di capoluogo di un pagus nell'ambito del municipium di Vicetia (Vicenza).
Secondo alcuni studiosi la base del Castello di Bellaguardia presenterebbe i caratteri di una costruzione romana; questo fatto, unito alla particolare posizione strategica del colle dei castelli, posto alla confluenza di importanti vie di comunicazione (la via Postumia tra Vicenza e Verona, oltre ai collegamenti con i valichi per il Trentino attraverso le valli dell'Agno e del Chiampo), ha fatto ritenere plausibile la presenza di un sistema di fortificazione romana come punto di controllo militare sul territorio, fatto che non si può allo stato attuale dimostrare.

### Epoca medievale

#### Bongiudei e Pilei
Che il sito dove sorgono gli attuali castelli sia stato sfruttato come punto di osservazione militare con una certa continuità nelle varie epoche storiche, lo attesterebbe anche il nome di “Bellaguardia” riferito al castello del Costo (o di Giulietta), tipica voce di origine longobarda o germanica, che farebbe pensare alla presenza sulla sommità del colle di una fortificazione anche durante l'età longobarda e franca; Vari cronisti riferiscono poi della costruzione del castello nel 1008, ad opera dei Bongiudei, presunti signori di Montecchio proprio negli anni a cavallo del Mille, forse infeudati del vescovo vicentino; ma anche questa notizia è del tutto incerta, non essendo suffragata da alcun documento pervenutoci. Sarebbe stata tale Speronella dei Bongiudei, secondo Francesco Barbarano, storico vicentino del Seicento, a portare in dote il castello di Montecchio al marito Uguccione Pileo nei primi anni del Duecento, periodo in cui invece proprio i documenti confermano il controllo di Montecchio da parte della famiglia dei Pilei e in cui l'esistenza del castello trova conferma storica sicura nelle testimonianze scritte. In questi anni, la posizione strategica del castello e la spregiudicata azione politica di Uguccione Pileo fanno di Montecchio Maggiore un luogo al centro delle guerre e dei torbidi determinati dai conflitti tra fazioni cittadine e Comune di Vicenza, dalla presenza degli Ezzelini nel Vicentino, dalla politica di recupero dell'autorità imperiale da parte di Federico II di Svevia.

#### Da Ezzelino agli Scaligeri
Nel 1243 il castello di Montecchio viene distrutto da Ezzelino III da Romano, che assume il controllo del territorio e fa strage dei componenti della famiglia dei Pilei, a lui ostili. Il periodo del dominio ezzeliniano si chiude con la morte del tiranno nel 1259; l'ultima parte del secolo vede il ritorno degli ultimi eredi dei Pilei a Montecchio: ma la famiglia, ormai indebolita, si estingue nel 1301, quando i due ultimi esponenti, i fratelli Pileo e Marcabruno, Cavalieri Gaudenti, sono condannati per eresia dall'Inquisizione. I beni dei Pilei, tra cui il castello, restaurato e tornato alla sua efficienza dopo la distruzione ezzeliniana, vengono confiscati dal Comune di Vicenza nonostante un tentativo da parte dell'episcopato vicentino, per mezzo dell'Inquisizione, di recuperare i diritti su di essi in quanto antico feudo vescovile. Con il 1311 Montecchio entra, assieme a Vicenza, nell'orbita della Signoria Scaligera, potenza emergente contro cui si coalizzano ben presto Firenze e Venezia nella guerra veneto-scaligera (1336-1339) che, pur limitando l'espansione dei Della Scala, lascia comunque Vicenza e con essa Montecchio nelle loro mani. Nel trattato di pace stipulato a Venezia, si vieta tra l'altro la ricostruzione del castello di Montecchio, distrutto proprio durante la guerra con i Veneziani. Tuttavia, con Cangrande II della Scala, signore di Verona dal 1351, inizia una politica difensiva basata sul potenziamento del sistema fortificato nell'area del territorio scaligero: nascono in quest'epoca i castelli sul Garda (Malcesine, Bardolino, Torri, Sirmione, Lazise), la linea difensiva sul Tione (il "Serraglio") da Nogarole a Villafranca fino a Valeggio sul Mincio, Castelvecchio a Verona, il castello di Soave, le mura scaligere attorno a Vicenza, il castello di Arzignano.
Ed è proprio nel 1354 che Cangrande II, dopo aver acquistato dai Carraresi il castello di Brendola, inizia, su quanto poteva rimanere del castello precedente, la costruzione del complesso fortificato di Montecchio Maggiore, costituito dalle due rocche tuttora esistenti e da una cinta formata in parte dalla conformazione naturale del colle (con rocce e piccoli strapiombi) e in parte da sbarramenti artificiali: la linea difensiva doveva contenere uno spazio di circa quaranta campi vicentini, con strutture in legno e pietra per l'accoglienza di soldati e di quanti potevano cercare rifugio nei momenti in cui più imperversava la violenza. Di tale cinta muraria, oggi del tutto scomparsa, dà notizia Filippo Pigafetta, che alla fine del Cinquecento poteva ancora vederne i resti che correvano “circa il monte ... acciocché in tempo di guerra (gli abitanti) si potessero ridurre in luogo sicuro”. Il declino dello Stato Scaligero negli ultimi decenni del Trecento ha la sua naturale conclusione nella sconfitta subita da Antonio della Scala per mano di Giangaleazzo Visconti, alleato dei Da Carrara signori di Padova, con l'inevitabile caduta della Signoria Scaligera e l'esilio di Antonio.

#### La dedizione alla Serenissima Repubblica di Venezia
Il dominio visconteo si protrae su Vicenza e Montecchio dal 1387 al 1404, anno in cui avviene, in modo indolore, il passaggio alla Repubblica di Venezia. In questi anni di disordini e di guerre i castelli mantengono un ruolo importante come presidio militare a difesa del paese e non subiscono comunque danni fisici di particolare importanza. Come nel caso di altri castelli della zona, quali Brendola e Montebello Vicentino, la rovina dei castelli di Montecchio Maggiore avvenne nel periodo della guerra della Lega di Cambrai, che vide la Serenissima impegnata dapprima a difendersi dall'attacco dei suoi nemici coalizzatisi nella Lega di Cambrai e poi contro i Francesi come membro della Lega Santa promossa da papa Giulio II. Nell'estate del 1514 le truppe venete in fase di ripiegamento distrussero e incendiarono i castelli per evitare che l'esercito nemico, che avanzava da Montagnana, potesse occuparli utilizzandoli a sua volta come roccaforte militare. Il 1514 segna la tappa conclusiva di un'epoca in cui i castelli vissero da protagonisti le vicende politiche e militari che avevano coinvolto la comunità di Montecchio Maggiore. Finita la guerra, infatti, non si pensò più al loro restauro, dato che la loro funzione difensiva svolta fino a quel momento era venuta a cadere: sia perché Montecchio non si collocava più in terra di confine ma veniva a trovarsi ben protetto all'interno del dominio veneziano, sia perché simili fortificazioni, nate nel Medioevo, non erano più adeguate a svolgere i loro compiti, date le notevoli innovazioni in campo militare. Furono pertanto lasciati per secoli allo stato di rovine, soggetti ad un degrado continuo ed inesorabile.

### Epoca moderna e contemporanea
Nel 1600 i ruderi con i terreni circostanti sul colle furono affittati dallo Stato Veneto al Comune di Montecchio Maggiore, che poté acquistarli nel 1742 per la somma di 200 ducati. Solo tra la fine dell'Ottocento e i primi decenni del Novecento inizia un percorso di valorizzazione del glorioso sito. Ad un primo limitato intervento di restauro del 1886, seguono lavori più impegnativi nel 1936 ad opera dell'Ente Provinciale per il Turismo di Vicenza: la riparazione delle mura delle rocche, la costruzione del ristorante e della terrazza panoramica nel castello della Bellaguardia, la costruzione della strada di accesso al colle. Nel 1972-1973 l'Amministrazione Comunale ha compiuto gli ultimi restauri delle rocche, mentre in anni ancor più recenti si è provveduto a migliorare l'aspetto dell'ambiente naturale circostante, con la creazione e la cura di sentieri segnati che collegano la sommità del colle con altre località collinari o della campagna del territorio comunale. In ogni caso il cosiddetto castello di Giulietta risulta fortemente manomesso da una fantasiosa ricostruzione che fu condotta nel dopoguerra senza seguire i dettami odierni del restauro e dalla collocazione di un ristorante al suo interno. Il Castello di Romeo è invece utilizzato per spettacoli ed attività culturali.

## L'aspetto delle rocche
Il Castello della Bellaguardia (detto anche del Costo o “di Giulietta”) è posto sulla sommità del colle a 254 metri s.l.m., ha pianta allungata, quasi rettangolare ma con una rientranza sul lato lungo esposto a nord-ovest, in cui si trova l'ingresso, in una posizione tale da renderne più semplice la difesa: tale porta, ora dotata di una moderna cancellata in ferro, era chiusa originariamente dalla tipica saracinesca a rastrello, che scendeva verticalmente, e da un portone a battenti. Le mura perimetrali sono costruite per fasce sequenziali di muratura in pietre cementate con calce, tra loro separate, orizzontalmente, da corsi paralleli di mattoni. Blocchi di pietra squadrata formano gli spigoli angolari delle mura. Lo stato di secolare degrado, aggiunto alle distruzioni dei primi del Cinquecento, ha fatto sì che strutture di sicura esistenza come le merlature, i cammini di ronda, i beccatelli, o altre la cui esistenza è fortemente probabile, come torri minori poste ai vertici delle mura stesse, non siano giunte fino a noi. All'interno delle mura, a protezione dell'ingresso, si erge la bella torre maggiore (il mastio) in mattoni, alta circa 20 metri, posta su una base quadrata a tronco piramidale costruita in blocchi di pietra lavorata. Nel punto centrale del cortile si trova un pozzo-cisterna che doveva raccogliere attraverso un sistema di impluvio l'acqua piovana, poi filtrata naturalmente dalla ghiaia depositata nel pozzo stesso. Così come per l'altro castello, dovevano in origine esistere alcune costruzioni appoggiate alle mura interne.
Il Castello della Villa (o “di Romeo”) si colloca a 234 metri s.l.m.., a circa trecento metri di distanza dall'altra rocca. Presenta una pianta articolata e un po' irregolare, a causa del necessario adattamento alla naturale conformazione del terreno, prossimo allo strapiombo roccioso. L'ingresso, posto sul lato sud, era ben protetto dalla torre d'angolo, sporgente dalle mura, munita di beccatelli e caditoie alla sua sommità, ancor oggi visibili. Il mastio, simile a quello dell'altro castello, si colloca al vertice di nord-ovest, con un lato inserito come segmento del muro perimetrale del lato nord: il suo ingresso posto alcuni metri più in alto rispetto al livello del suolo sottostante, così come per il mastio della Bellaguardia, fa pensare alla presenza non più riscontrabile di alcune strutture che dovevano appoggiarsi alla torre e alle stesse mura perimetrali all'interno del castello. Ora al mastio si accede tramite una gradinata realizzata durante i lavori di restauro.

## La leggenda di Romeo e Giulietta
Sebbene la patria universalmente riconosciuta di Romeo e Giulietta sia la città di Verona, la funzione dei due manieri di Montecchio (noti, per l'appunto, come "Castelli di Giulietta e Romeo") può non essere così priva di importanza, nell'ottica almeno dei presupposti artistici che determinarono l'ideazione, l'ambientazione e la stesura della novella. Una leggenda senese sembra essere la fonte più lontana da cui trasse origine la tradizione letteraria che Shakespeare tradusse in una tragedia immortale: fu Masuccio Salernitano (1415-1476) a dare per primo veste letteraria a questa leggenda, con la novella 'I due amanti senesi', inserita nel suo Novellino, in cui si narra la fine tragica dell'amore contrastato dei due protagonisti, Mariotto e Ganozza.
Luigi Da Porto (1485-1529) si ispirò a questa novella per la sua Historia novellamente ritrovata di due nobili amanti apparsa postuma nel 1531 e poi, in altra versione, con il titolo di La Giulietta nel 1539. Mutati i nomi popolareschi del racconto di Masuccio in quelli di Romeo e Giulietta, che tali rimarranno in tutta la tradizione letteraria successiva fino a Shakespeare, Da Porto immagina lo svolgimento della novella a Verona, al tempo della signoria di Bartolomeo della Scala (1301-1304); fondandosi su un'errata interpretazione della celebre terzina dantesca “Vieni a veder Montecchi e Cappelletti/Monaldi e Filippeschi, uom senza cura/color già tristi, e questi con sospetti” (Purgatorio VI, vv.106-108), egli attribuisce a due nobili famiglie veronesi una violenta rivalità, che si ripercuote tragicamente sull'amore tra i due giovani protagonisti. Nella trama sono già presenti elementi chiave come la rissa, l'uccisione di un cugino dell'amata, perpetrata da Romeo, il bando dalla città di quest'ultimo e la tragica fine di entrambi. Con qualche aggiustamento e poche modifiche alla versione originale del Da Porto, la novella fu ripresa prima da Matteo Bandello, poi da novellieri e tragediografi spagnoli, francesi e inglesi; alle versioni inglesi di Painter e Broocke si accostò direttamente Shakespeare, che le usò da modello per il suo capolavoro, la cui prima rappresentazione risale al 1596.
Luigi Da Porto, uomo d'armi e letterato vicentino (1485-1529), scrisse la novella nella sua dimora di Montorso Vicentino, dove si era ritirato, abbandonando la vita militare in seguito ad una grave ferita al volto, riportata in battaglia durante la guerra della Lega di Cambrai. Montorso Vicentino dista solo qualche chilometro da Montecchio; dalle finestre di villa Da Porto la vista sulle maestose rocche scaligere doveva apparire, allora come oggi, molto suggestiva: è possibile che tale immagine, di due castelli quasi in contrapposizione tra loro, sia stata di ispirazione all'ideazione della novella, non foss'altro che per l'accostamento tra il nome di Montecchio e quello di Montecchi, attribuito proprio dal Da Porto alla famiglia di Romeo. Questa interpretazione non deve tenere conto del fatto che Da Porto conobbe personalmente la famiglia Montecchi durante il suo soggiorno in Friuli, dove risiedevano dopo il bando da Verona nel 1324. Se dunque l'ambientazione letteraria è stata comunque da sempre collocata a Verona, si è immaginato che un ruolo non secondario nell'ispirare l'immaginazione poetica del suo creatore abbiano avuto i castelli di Montecchio Maggiore, già di per sé affascinanti e gloriosi per le vicende storiche da essi realmente vissute.
La leggenda che attribuisce le due rocche scaligere alle famiglie veronesi dei Montecchi e Capuleti, facendone le dimore di Romeo e Giulietta, entra con forza nel folclore popolare alla metà dell'Ottocento, cioè in pieno clima romantico, in un periodo in cui molto sentito era il fascino delle rovine medioevali e facile sembrava calare in tali ambienti vicende suggestive e affascinanti.

## Manifestazioni ed eventi culturali

### Operaestate Festival Veneto
Il percorso di valorizzazione turistica dei castelli ha tra le sue manifestazioni più importanti la rassegna estiva, all'interno del Castello della Villa, di film, balletti e spettacoli teatrali inseriti nel programma di Operaestate Festival Veneto, che si svolge nei mesi di luglio e agosto.

### Montecchio Medievale (la Faida)
L'evento che vede comunque i castelli grandi protagonisti per alcuni giorni dell'anno, è la rievocazione storica della vita di un borgo medioevale quattrocentesco, che si tiene ogni 1º maggio proprio sulla sommità del colle delle rocche scaligere: una festa che vede i protagonisti abbigliati con i tipici costumi medioevali, in cui, lungo la via che unisce i due castelli, si ricostruisce un tipico mercato del tempo, con botteghe artigiane, osterie e venditori, con esibizioni di guardie armate, arcieri, giocolieri e mangiafuoco. Il tutto condito dal richiamo alla tragica vicenda letteraria di Giulietta e Romeo, che da molto tempo è legata all'immagine dei castelli di Montecchio.
Il 1º maggio di ogni anno infatti, l'intero comune si tuffa in un'atmosfera medievale per rivivere la storica disfida tra le casate dei Montecchi e dei Capuleti e per assaporare il gusto e i colori del tardo XV secolo.
Il premio finale per chi si aggiudica più prove è il palio, drappo dipinto dal noto ed apprezzato pittore Felice Cosentino, che sarà custodito dalla squadra vincitrice fino all'edizione seguente.
Il culmine della rievocazione storica si raggiunge con l'elezione di Romeo e Giulietta, scelti tra "baldi giovani e gentili fanciulle" che si candidano a rivestire i panni dei due innamorati. I prescelti, votati dal pubblico presente, rappresentano per un anno la città di Montecchio Maggiore nei maggiori eventi in cui è richiesta una delegazione ufficiale del comune o a cui partecipa il Gruppo Storico Culturale Giulietta e Romeo, organizzatore della manifestazione.
L'appuntamento del 1º maggio è tra gli eventi più apprezzati a livello nazionale, nel campo della rievocazione storica: nell'area tra le due rocche, resa interamente pedonale, si danno appuntamento tra le 15 e le 20.000 persone.
La manifestazione, la cui prima edizione è stata nel 2000, ha mutato il nome originario "Faida" in "Montecchio Medievale", a partire dall'anno 2006.

## Influenza nella cultura
Il nome "Bellaguardia" è stato adottato da una società calcistica del comune di Montecchio Maggiore fondata nel 2004.